# Port lotniczy Eliye Springs
Port lotniczy Eliye Springs (IATA: EYS, ICAO: HKES) – port lotniczy położony w Eliye Springs, w Kenii.